# Österreichischer Frauen-Fußballcup 2009/10
Der Österreichische Frauen-Fußballcup wurde in der Saison 2009/10 zum 36. Mal ausgespielt. Als ÖFB-Ladies-Cup wurde er vom Österreichischen Fußballbund zum 18. Mal durchgeführt und begann am 26. September 2009 mit der ersten Runde und endete am 13. Juni 2010 mit dem Finale auf der Liese Prokop Sportanlage in Rohrbach an der Gölsen. Den Pokal gewann zum achten Mal in Folge der SV Neulengbach.

## Teilnehmende Mannschaften
Für den österreichischen Frauen-Fußballcup haben sich anhand der Teilnahme der Ligen der Saison 2008/09 folgende 32 Mannschaften, die nach der Saisonplatzierung der ÖFB-Frauenliga 2008/09, der 2. Liga Ost 2008/09 und der 2. Liga Süd 2008/09 geordnet sind, qualifiziert. 10 Vereine der 2. Liga Mitte 2008/09 und der Landesliga Tirol und Vorarlberg qualifizierten sich für die neugegründeten 2. Liga Mitte/West. Teams, die als durchgestrichen gekennzeichnet sind, nahmen am Wettbewerb aus diversen Gründen nicht am Wettbewerb teil oder sind zweite Mannschaften und spielten daher nicht um den Pokal mit. Weiters konnten noch der Landescupsieger, der Landesmeister oder auch Vertreter der Saison 2008/09 teilnehmen.
| ÖFB-Frauenliga (10) | Landescupsieger, Meister oder Meistervertreter aus der Landesliga (3) | Landescupsieger, Meister oder Meistervertreter aus der Landesliga (3) |
| --- | --- | --- |
| - SV Neulengbach (NÖ) (C) - FC Wacker Innsbruck (T) - USC Landhaus (W) - SK Kärnten (K) - LUV Graz (ST) - USG Ardagger/Neustadtl (NÖ) - FC Südburgenland (B) - ASK Erlaa (W) - USK Hof (S) (RG) - FC Stattegg (ST) (RG) | - FC Winden (B) (NÖ-L3), siehe 2. Liga Süd - FC Feldkirchen (K) (LM), siehe 2. Liga Süd - ASV Spratzern (NÖ) (LM), siehe 2. Liga Ost - UFC Atzgersdorf/Mauer (NÖ) (A) - SG LASK Ladies/SV Zöhrdorf (OÖ) (LC) - SV Taufkirchen/Pram (OÖ) (LM)                                                    | - DUSV Loipersdorf (ST) (LM), siehe 2. Liga Süd - FC Wacker Innsbruck II (T) (LM) - FC Koblach (V) (LC) - FC Lustenau (V) (LM) - ESV Süd-Ost (W) (A) - ASV 13 (W) (LM), siehe 2. Liga Ost                                                                    |
| 2. Liga Mitte/West (5) | 2. Liga Ost (9) | 2. Liga Süd (5) |
| - ASKÖ Dionysen/Traun (OÖ) - ASKÖ Doppl/Hart (OÖ) - SV Garsten (OÖ) - Union Geretsberg (OÖ) - FC Wacker Innsbruck II (T) (LM) - Union Kleinmünchen (OÖ) (RV) - LASK Ladies (OÖ) (LC) - Union Nebelberg (OÖ) - Heeres SV Wals (V) - FC Wels Ladies (OÖ) | - SKV Altenmarkt (NÖ) (RV) - SV Neulengbach II (NÖ) - USC Landhaus II (W) - SV Horn (NÖ) - SV Groß-Schweinbarth (NÖ) - SV Ladies Furth (NÖ) - 1. SVg Guntramsdorf (NÖ) - SV Gloggnitz (NÖ) - DFC Heidenreichstein (NÖ) - SV Langenrohr (NÖ) - ASV Spratzern (NÖ) (LM) (N) - ASV 13 (W) (LM) (N) | - ASV St. Margarethen/Lav. (K) (A) - FC Südburgenland II (B) - SC St. Ruprecht/Raab (ST) - 1. DFC Leoben (ST) - JSV RB Mariatrost (ST) - SC Unterpremstätten (ST) - FC Feldkirchen (K) (LM) (N) - DUSV Loipersdorf (ST) (LM) (N) - FC Winden (B) (NÖ-L3) (N) |
| Erläuterungen Länderkürzel: (B): Burgenland, (K): Kärnten, (NÖ): Niederösterreich, (OÖ): Oberösterreich, (S): Salzburg, (ST): Steiermark, (T): Tirol, (V): Vorarlberg, (W): Wien; Vereins-Landes-Bewerbserfolg: (LC): Landescupsieger, (LCF): Landescupfinalist, (LM): Landesmeister, (Lx): x. Platz der Landesliga, (LN): Landesliga-Aufsteiger, (..-x): x Landesliga siehe Länderkürzel | | |

| (C) | amtierender Cupsieger 2008/09    |
| (A) | Absteiger der Saison 2009/10     |
| (N) | Neuaufsteiger der Saison 2009/10 |

## Turnierverlauf

### 1. Cuprunde
| Datum                   |                       | Ergebnis             |                               |
| ----------------------- | --------------------- | -------------------- | ----------------------------- |
| 26.09.2009 um 13:00 Uhr | ASKÖ Doppl/Hart       | 1:7 (1:3)            | FC Wacker Innsbruck           |
| 26.09.2009 um 14:00 Uhr | ASKÖ Dionysen/Traun   | 4:3 n. V. (3:3, 1:2) | Union Geretsberg              |
| 26.09.2009 um 15:00 Uhr | Heeres SV Wals        | 2:7 (1:3)            | USK Hof                       |
| 26.09.2009 um 15:00 Uhr | SKV Altenmarkt        | 1:5 (1:2)            | ASK Erlaa                     |
| 26.09.2009 um 15:30 Uhr | UFC Atzgersdorf/Mauer | 0:4 (0:2)            | SV Horn                       |
| 26.09.2009 um 17:00 Uhr | JSV RB Mariatrost     | 2:5 (1:2)            | SK Kärnten                    |
| 26.09.2009 um 18:00 Uhr | ESV Süd-Ost           | 0:2 (0:1)            | ASV 13                        |
| 27.09.2009 um 10:00 Uhr | 1. DFC Leoben         | 0:3 1CR1             | LUV Graz                      |
| 27.09.2009 um 10:30 Uhr | FC Lustenau           | 1:2 n. V. (1:1, 1:1) | Union Kleinmünchen            |
| 27.09.2009 um 13:00 Uhr | SC St. Ruprecht/Raab  | 3:1 (0:0)            | ASV St. Margarethen/Lavanttal |
| 27.09.2009 um 15:00 Uhr | SV Ladies Furth       | 0:15 (0:6)           | SV Neulengbach                |
| 27.09.2009 um 15:00 Uhr | SV Gloggnitz          | 0:3 (0:2)            | FC Stattegg                   |
| 27.09.2009 um 15:00 Uhr | ASV Spratzern         | 5:0 (3:0)            | 1. SVg Guntramsdorf           |
| 27.09.2009 um 15:00 Uhr | SV Groß-Schweinbarth  | 0:3 (0:3)            | USC Landhaus                  |
| 27.09.2009 um 15:45     | DFC Heidenreichstein  | 1:4 (0:0)            | USG Ardagger/Neustadtl        |
| 27.09.2009 um 16:00 Uhr | SC Unterpremstätten   | 0:8 (0:3)            | FC Südburgenland              |

### 2. Cuprunde
| Datum                   |                        | Ergebnis                         |                      |
| ----------------------- | ---------------------- | -------------------------------- | -------------------- |
| 14.11.2009 um 13:30 Uhr | Union Kleinmünchen     | 2:0 (1:0)                        | SK Kärnten           |
| 14.11.2009 um 14:00 Uhr | SV Horn                | 1:6 (0:3)                        | FC Wacker Innsbruck  |
| 15.11.2009 um 13:00 Uhr | ASV Spratzern          | 1:2 (0:1)                        | ASK Erlaa            |
| 15.11.2009 um 13:00 Uhr | FC Stattegg            | 1:1 n. V. (1:1, 1:0) (5:6 i. E.) | SC St. Ruprecht/Raab |
| 15.11.2009 um 14:00 Uhr | ASKÖ Dionysen/Traun    | 1:6 (1:1)                        | USC Landhaus         |
| 15.11.2009 um 14:00 Uhr | ASV 13                 | 0:16 (0:10)                      | FC Südburgenland     |
| 15.11.2009 um 17:30 Uhr | USG Ardagger/Neustadtl | 3:7 n. V. (3:3, 2:0)             | USK Hof              |
| 15.11.2009 um 14:00 Uhr | SV Neulengbach         | 3:0 2CR1                         | LUV Graz             |

### Viertelfinale
| Datum                   |                     | Ergebnis             |                      |
| ----------------------- | ------------------- | -------------------- | -------------------- |
| 03.04.2010 um 14:00 Uhr | USK Hof             | 1:2 n. V. (1:1, 1:0) | USC Landhaus         |
| 03.04.2010 um 15:00 Uhr | FC Wacker Innsbruck | 0:4 (0:2)            | SV Neulengbach       |
| 03.04.2010 um 15:30 Uhr | Union Kleinmünchen  | 4:1 (1:0)            | SC St. Ruprecht/Raab |
| 04.04.2010 um 14:00 Uhr | ASK Erlaa           | 3:2 n. V. (2:2, 1:1) | FC Südburgenland     |

### Halbfinale
| Datum                   |                | Ergebnis  |                    |
| ----------------------- | -------------- | --------- | ------------------ |
| 22.05.2010 um 15:00 Uhr | ASK Erlaa      | 2:0 (1:0) | Union Kleinmünchen |
| 01.06.2010 um 20:00 Uhr | SV Neulengbach | 5:0 (1:0) | USC Landhaus       |

### Finale
Das Finale wurde auf der Liese Prokop Sportanlage in Rohrbach an der Gölsen in Niederösterreich vor 250 Zuschauern ausgetragen.
| 13.06.2010 um 10:30 Uhr | ASK Erlaa | 0:4 (0:2) | SV Neulengbach |
| Tore: 0:1 Nina Burger (16.), 0:2 Fabiana Guedes Rodrigues (35.), 0:3 Fabiana Guedes Rodrigues (68.), 0:4 Nina Burger (82.) |           |           |                |

## Torschützenliste
In der Torschützenliste des ÖFB Ladies-Cup belegte Edith Wurm vom FC Südburgenland den ersten Platz.
| Pl. | Nat.       | Spieler          | Verein           | Tore |
| --- | ---------- | ---------------- | ---------------- | ---- |
| 01. | Osterreich | Edith Wurm       | FC Südburgenland | 8    |
| 02. | Osterreich | Nadine Novotny   | SV Neulengbach   | 6    |
| 03. | Osterreich | Veronika Tajmel  | FC Südburgenland | 5    |
| 03. | Osterreich | Tanja Legenstein | ASK Erlaa        | 5    |
| 03. | Osterreich | Nina Burger      | SV Neulengbach   | 5    |